# Orol
Orol (galicisk: Ourol) er en by og kommune i det nordvestlige Spanien i provinsen Lugo. Den har et indbyggertal på 985 (2024) indbyggere.